# Christine Sterbik
Pour les articles homonymes, voir Sterbik.
Christine Sterbik, née le 29 mai 1969, est une parachutiste militaire française, détachée à l’École interarmées des sports.

## Biographie
Elle a débuté dans sa spécialité en 1985 à Royan, à l'âge de 16 ans, avec l'aide de Jean Dermine.
Elle compte à son actif près de 8 000 sauts.
Sa mère a été intégrée dans l'équipe de France féminine jusqu'en 1976, s'entraînant alors à Pujaut.
Son ex-mari Ronan Hénaff, ainsi que Olivier, le frère de ce dernier, sont également des parachutistes français de haut niveau international.

## Citation
- La pratique du sport et notamment dans le haut niveau m'a tout simplement apporté la chance d'avoir une vie palpitante, riche en émotions et en expériences enrichissantes[2].

## Palmarès
Seniors:
- Vice-championne du monde de voltige individuelle en 1996 (Bekercaba);
- Vice-championne du monde de combiné individuel en 1994 (Chengdu);
- Vice-championne du monde de précision aérienne par équipes en 1994 (Chengdu);
- 3e des jeux mondiaux de combiné par équipes en 2001 (Armilla);
- 3e des championnats du monde de précision aérienne par équipes en  1992 (Trieben), et 2000 (Ise-Toba);
- 3e des championnats du monde de combiné par équipes en 1994 (Chengdu), 1996 (Bekercaba), et 2000 (Ise-Toba);
- 3e des jeux mondiaux (coupe du monde des champions) de voltige individuelle en 1997 (Turquie);
- 3e des championnats d'Europe de combiné par équipes en 1995 (Turquie);
- Championne de France de précision d'atterrissage individuelle en 1993, 1997 et 1998;
- Championne de France de voltige individuelle en 1989, 1992, 1993, 1994, 1997, 1998, et 2000;
- Championne de France de combiné individuel en 1992, 1993, 1997, 1998, et 2000;

(soit: trois triplés nationaux) 
Juniors:
- Championne du monde de combiné individuel en 1992 (Trieben);
- Vice-championne du monde de voltige individuelle en 1992 (Trieben).